# Jean Rivier
Jean Rivier (født 21. juli 1896 i Villemomble, Paris, død 6. november 1987 i La Penne sur Huveaune, Frankrig) var en fransk komponist.
Rivier komponerede i neoklassisk stil. Han har komponeret otte symfonier, koncerter, operaer, og et requiem, men han er nok mest kendt for sin Grave et Presto(1938) for saxofon kvartet.
Han er inspireret af Arthur Honegger og Olivier Messiaen. Hans otte symfonier hører til de vigtige symfonier i nyere fransk musik.

## Udvalgte værker
- Symfoni nr. 1 (1931) - for orkester
- Symfoni nr. 2 (1937) - for strygeorkester
- Symfoni nr. 3 (1937) - for strygeorkester
- Symfoni nr. 4 (1947) - for strygeorkester
- Symfoni nr. 5 (1950) - for orkester
- Symfoni nr. 6 "Omenerne" (1958) - for orkester
- Symfoni nr. 7 "Kontraster" (1971) - for orkester
- Symfoni nr. 8 (1978) - for strygeorkester
- Saxofonkoncert (1955) - for altsaxofon, trompet og stort orkester
- Fagotkoncert (1963) - for fagot og strygeorkester
- Klarinetkoncert 81958) - for klarinet og strygeorkester
- Obokoncert (1966) - for obo og orkester
- Requiem (1953) - for solister, kor og orkester
- "Grave og presto" (1972) - for saxofonkvartet